# Aikoku kōtō
Pour les articles homonymes, voir Koto (homonymie).

L'Aikoku kōtō (愛国公党, Parti public des patriotes) était un parti politique japonais de l'ère Meiji.
L'Aikoku kōtō a été fondé en janvier 1874 par Itagaki Taisuke, Shimpei Eto, Gotō Shōjirō et d'autres en tant qu'élément du Mouvement pour la liberté et les droits du peuple. Son but était de pétitionner au gouvernement de Meiji pour établir une assemblée nationale. Par crainte d'être arrêté après l'échec de la rébellion de Saga, Itagaki a déserté juste après la fondation.
Cependant, Itagaki a rejoint le parti dans les années 1890, et ce dernier a plus tard fusionné avec le Jiyutō.
L'Aikoku kōtō peut être considéré comme le premier parti politique du Japon. Il ne doit pas être confondu avec le Aikokusha, ou avec d'autres partis postérieurs ultranationalistes qui ont des noms semblables.

## Source de la traduction
- (en) Cet article est partiellement ou en totalité issu de l’article de Wikipédia en anglais intitulé « Aikoku Kōtō » (voir la liste des auteurs).